# Josep Quer i Martínez
Josep Quer i Martínez (Perpinyà, 26 de gener de 1695 – Madrid, 1764) va ser un metge i botànic català. La seva signatura abreujada com botànic és Quer. Josep Quer va estudiar medicina i cirurgia a Perpinyà, i es va interessar especialment per la botànica i per la fitoteràpia. Ingressà a l'exèrcit espanyol com a cirurgià major militar i va participar en la captura d'Orà (1732), a l'actual Algèria. Herboritzà per Espanya, Itàlia i el nord d'Àfrica, preparà un extens herbari i, amb plantes i llavors viables, establí un primer jardí botànic a Madrid. Ferran VI li va encarregar la fundació del Reial Jardí Botànic de Madrid el 1755 (es va traslladar el primitiu jardí d'Aranjuez, fundat pel rei Felip II, al soto de Migas Calientes), del qual va ser nomenat Primer Catedràtic (amb Joan Minuart com a Segon Catedràtic).
El 1762 va emprendre la publicació de la primera flora d'Espanya «Flora espanyola o història de les plantes que es crien a Espanya» (en castellà, en sis volums publicats entre 1762-1784), obra feta amb els criteris del botànic Joseph Pitton de Tournefort (Josep Quer no era partidari del nou sistema de taxonomia proposat per Linneu). En vida d'en Quer només se'n publicaren quatre volums, i l'obra va ser acabada per Casimiro Gómez Ortega, un dels seus successors. Josep Quer publicà també dues dissertacions, una sobre la «Uva ursi» (1763) i l'altra sobre la «cicuta» (1764).